# Merowe
Merowe es una ciudad de Sudán que se encuentra a orillas del río Nilo, a 330 km al norte de Jartum y a 40 km al sur del embalse de Merowe, en una zona en que el río hace una gran curva en esa dirección. Se encuentra en el estado Norte de Sudán, que limita con la frontera meridional de Egipto.
Merowe es la capital de la provincia del mismo nombre, de 90 km², limitada al norte por Abu Hamad, y al sur por la localidad de Aldaba. Las principales ciudades en el término son Karima, Algurair, Tangasi y Korti.
La construcción de la gran presa de Merowe representó el desplazamiento de una gran cantidad de población. En 2003 había en Merowe 160.000 habitantes, principalmente de las tribus ashaygia, al-manasir y albideria, cuyas actividades principales son la agricultura y el comercio.
A muy pocos kilómetros, al norte y en la otra orilla del río, se encuentran las ruinas de Gebel Barkal, lugar sagrado del reino de Napata. Merowe tiene estación de ferrocarril y un aeropuerto propio de 5 km.

## El embalse
La construcción del embalse de Merowe representó un cambio importante en la ciudad. Se construyó una carretera nueva, que une Jartum con las ciudades más importantes de Sudán y un puente sobre el Nilo, que une la ciudad con la de Karima.
La construcción de la presa también significó la construcción del nuevo aeropuerto de Merowe y de una línea de ferrocarril adicional de 16 km hasta la presa.
Asimismo se construyó un nuevo hospital en Merowe y una escuela técnica.